# 未來日記
《未來日記》，是由Esuno Sakae創作的日本漫畫作品。於《月刊少年Ace》（角川書店）2006年1月26日進行連載，至2010年12月25日連載結束。單行本全12卷。作者亦發行了2部以故事配角為主軸的外傳全2卷。2008年獲得第32屆講談社漫畫賞少年部門候選作品之一。
首次改編為動畫，是2010年12月9日發售的第11卷限定版單行本裡，附贈收錄先行短篇動畫的OAD。電視動畫於2011年10月9日開始播放，全部由動畫公司asread負責製作。另外，官方亦與富士電視台合作，把本作改編為電視劇，於2012年4月21日播放。除此以外，本作亦改編為電子遊戲、小說、衍生書籍和形象歌曲。
本作大部分人物姓名由來，源自於羅馬神話中的奧林匹斯十二主神，並有部分成為太陽系內的行星或小行星等天體名稱。

## 故事簡介
國中二年級學生天野雪輝習慣遠離所有人，以一個「旁觀者」的角度把親眼所見的事記錄在自己的手機中。他唯一的朋友，是在夢中空想的時空神宙斯，連帶著其小使魔姆魯姆魯。在日益的交流下，宙斯對於雪輝的價值觀感到相當有趣，決定正式推行某個計劃。
一天，天野雪輝發現手機的日記出現了不應出現的內容，這日記竟然記錄了未來發生在雪輝身邊的事，包括考試內容和遇到的危險等，擁有絕對預知的能力令雪輝感到大為歡樂。然而，雪輝亦發現自己被一位神秘的同班同學──我妻由乃糾纏著，而對方亦知道宙斯的存在，甚至也有一部未來日記，記載的是預知雪輝所有動向的「雪輝日記」。之後，宙斯將擁有未來日記的十二個人召喚到「因果律大禮堂」說明自己的計畫，原來是因為掌管時空的宙斯壽命即將到達盡頭，因此要利用「未來日記」來選出一位繼承自己的人。遊戲規則為：未來日記持有者要循著自己手上能預知未來的日記，找出其他的持有者，並展開你死我活的生存遊戲，而最後生存的人將會成為宙斯的繼承者，掌握支配時空的「神之座」。由於雪輝的日記有強大的無差別特性，他旋即被眾人視之為頭號殲滅目標。真正站在他這一邊的，就只有瘋狂追隨的我妻由乃。
被宙斯編號為1st的天野雪輝和2nd的我妻由乃，就此一同邂逅其他持有者，亦在機緣下牽連了身邊的同學和一位刑警等等。於充滿背叛和苦衷的言辭中，雪輝多次在戰鬥中倒下，只能倚賴由乃的高度戰鬥力，然而我妻由乃不時顯現出過份病態的一面，令雪輝不時懷疑我妻由乃的可靠性。隨著遊戲發展，雪輝驚覺這個一直在身邊「扶持」的女孩，可能隱瞞了許多驚天動地的真相。這除了動搖雪輝的信任外，亦使他不得不直接面對世界崩壞的大事……

## 登場角色

### 持有者
1st 天野雪輝（配音：富樫美鈴）
所持有的日記為無差別日記，以深藍色手機記載。以「旁觀者」的角度把自己身邊的事物鉅細無遺地記錄下來，是所有日記中情報量最高的。但弱點為沒有記載自己的事，而且只會對雪輝本人認定的事實進行預知（在秋瀨與搶奪雪輝無差別日記的日向猜硬幣時，秋瀨利用這點：無論輸贏都告訴雪輝自己輸掉，提供錯誤情報給雪輝以此限制無差別日記進行正確預知）。
平日遠離人群，沒有夢想亦沒有目的。因為沒有朋友，所以喜歡用手機寫日記作寄託。儘管如此，他並沒有覺得特別寂寞，因為他會幻想一個貴為時空神的朋友宙斯。雙親離婚，家裡只有母親，但常因工作關係而很少碰面。擅長玩飛鏢，這也是他跟其他持有人對峙的主要武器。
日記中數次出現不可迴避的DEAD END，但雪輝每次都以「超越奇蹟的奇蹟」成功逃過命運的劫數。
在生存遊戲中長時間倚賴我妻由乃（2nd）的行動力，然而在美彌彌（9th）事件後，雪輝在由乃家發現了來路不明的屍體，因而動搖日後的信任，亦因此大大改變了眾人的命運。隨後經多次在質疑由乃的用心和恢復對由乃的信心之間徘徊，雪輝最終決定全心相信由乃，尤其在家人和朋友死亡後，他下定決心成為「神」而開始變得不擇手段，想成為神的出發點是想令由乃得到幸福，雖然這目標到了最後都沒有成功。
在七月二十七日與我妻由乃結合後，因姆魯姆魯的策畫而知曉由乃的真實身分其實是一周目世界的神，因為一周目世界的雪輝與由乃殉情，由乃並未中毒而死，並且在成為神之後來到二周目世界，將二周目世界的我妻由乃殺死，並與雪輝一同進行遊戲。身分曝光的由乃，企圖將雪輝殺害，卻因已成為半神的雨流美彌彌（9th）即時相救而未得逞。雪輝和雨流美彌彌為了阻止由乃到三周目世界重複進行她在二周目世界的行為，因此趕到三周目世界，並拯救了兩年前正受到母親監禁的由乃（破壞了改變日記持有者眾人的未來）。後來，雪輝藉由日記得知自己會在櫻見中學與由乃對決，便先行趕往。在一連串躲避由乃與姆魯姆魯的攻擊後，雪輝被由乃封進了自己「夢想中的世界」，但在後來因為想起了自己對由乃的愛而成功掙脫。
在遊戲的最後，雪輝要求由乃將自己殺害，但發現自己真正心意的由乃選擇自盡，讓雪輝成為二周目世界的神。但是，成為神之後的雪輝，因悲傷而選擇不為已崩壞的二周目世界創造任何東西，將自己與姆魯姆魯封鎖在虛無之中長達一萬年。最後，三周目世界的由乃因為繼承了一周目世界由乃的記憶，便用槌子將雪輝所處的虛無空間的外壁破壞，雪輝與由乃終於再度重逢。並因為三周目的11th提前兩年預見了自己的敗北而沒有在這個世界開啟未來日記遊戲，原先二周目的姆魯姆魯因一萬年的等待太無聊而打算開啟第三輪遊戲，但馬上被第三輪的姆魯姆魯阻止。
而三周目的雪輝不論是與二周目或者三周目的由乃都沒有任何交集（扣掉三周目的由乃單方面的偷窺之外），父母也沒有離婚，正在和萌繪交往。
其名字由來為古羅馬神話中的眾神之王朱庇特（木星）。
2nd 我妻由乃（配音：村田知沙）
所持有的日記為爱人日記，以綠色手機記載。以十分鐘為單位，記載著雪輝（1st）的行動，當中包含少量的美化。因為其性質，也意味著此日記為天野雪輝最大的天敵。
雪輝的同學，家中採用優才教育，頭腦清晰，容姿端麗。是雪輝的超級跟蹤狂，一年前因填寫志願表而開始喜歡雪輝，喜歡到瘋狂偏執的程度。但由於雪輝對其他人的不理不睬，以為自己無法跟對方在一起。
由於日記內容正是無差別日記所欠缺，故此跟雪輝聯手可以達到「完全預知」的效果。對「跟雪輝結合」的HAPPY END萬般期待。
殺人時十分冷血，完全不會猶豫不安，會用盡任何手段去達至勝利，包括出賣雪輝以外的任何人，只有雪輝母親因为支持其與雪辉在一起而例外。對雪輝隱瞞了不少秘密，若任何人對她提起，便會強行篡改自己的記憶。討厭在調查真相上步步進逼的秋瀨或，亦厭惡他親近的舉動。
其真實身份是一周目的胜出者（成为了一周目的神），和一周目的雪輝兩人一樣透過合作成為一周目最後的兩名玩家，原先打算透過成為神來復活雪輝，因此誘騙雪輝和自己服毒殉情（而她自己沒有把藥吞下去），但成為神之後馬上便發現即使獲得神的力量也無法復活雪輝。經由許願「回到一個本來的雪輝還在的世界」進行時間跳躍回到了過去，在本故事的世界（二周目）杀死了二周目的自己（時間點是在二周目的由乃許願要成為雪輝未來的新娘後不久）并取而代之，並同時持有兩人份的愛人日記，其功能大致相同，只是對雪輝的稱呼有「天野同學」和「阿雪」兩個版本。原先的打算是如果二周目的雪輝再次於即將勝利時提出殉情便會殺了雪輝、再次時間跳躍來尋找下一個雪輝進行三周目遊戲，然而她最终發現自己不僅是愛上了雪輝這個精神支柱，而是愛上了二周目的雪輝這個人，於是在三周目准备开始时自杀让二周目雪辉胜出二周目，而三周目的由乃因此因果律而生活得很幸福。
三周目的由乃雖然因兩年前的事件（即是二周目由乃打算殺死三周目由乃未果後自殺這件事）得以過著幸福的生活，但自此夢中不斷出現二周目雪輝的身影，她也認出了這個身影是隔壁班的雪輝（三周目）並時常跟蹤並偷窺他。最終靠著身處三周目的二周目9th的幫忙，突破了三周目的秋瀨和三周目的姆魯姆魯的攔阻而見到了三周目的宙斯，透過一周目的姆魯姆魯取回了一周目由乃的記憶後打破了次元的隔閡見到了二周目的雪輝。取回記憶的過程主要在動畫OVA描述，在漫畫中僅簡單以文字說明。
名字來自羅馬神話婚姻女神朱諾（婚神星）。
日本漫畫中病嬌的代表人物之一。
3rd 火山高夫（配音：土門仁）
所持有的日記為殺人日記，以淺藍色手機記載。會記下他的殺人情況、地點、計劃等有關作案的內容。
雪輝（1st）班上的英文科教師，暗地裏其實是震撼社會的連環殺人犯。處事不喜歡留有痕跡，所以偽裝和清理現場都乾淨俐落。
與雪輝對決時，在工程屋頂被事先藏起來的雪輝用飛鏢破壞日記，旋即消失。
在三周目世界被平坂黃泉(12th)逮捕。
名字來自羅馬神話火神伏爾坎（祝融星）。
4th 來須圭悟（配音：田中正彥）
所持有的日記為搜查日記，以紫色手機記載。內容包括其調查案件的進度和未來，對象為警方追捕的犯事者。
警察，緣由是小時候與父親不快的經歷。因工作忙碌而與家人有點疏遠，尤其在參加遊戲之後，家庭更因兒子確認有絕症(心臟方面疾病)而面臨更嚴重問題。
追查火山高夫（3rd）和雨流美彌彌（9th）本來已經是他工作的一部份。後來曾與美彌彌結成了利益上的合作關係。
在遊戲開始的時候已聲言會保護雪輝（1st），與雪輝和由乃（2nd）締成了未來日記同盟。一直運用警隊組織的能力去協助雪輝和由乃對抗有強勢後台的持有者，但最後亦反過來用這點去壓制二人。將月島狩人（10th）槍殺後，嫁禍給雪輝和由乃並開始追捕他們，但這只是個幌子，其真正的目標是為了讓兩人逃脫時做出犯法行為，便可以用自己的日記能力追蹤兩人。在醫院的混戰中對雪輝開槍始料不及，後來亦因美彌彌（9th）透過西島將兩人之間私下合作的事密告警方高層而失去了警察的身分，令其日記失去能力。最後在絕望下自折手機而消失，死前再次拜託美彌彌協助照顧他的兒子，並向雪輝道歉。
根據宙斯的說法，來須本來該是存活到最後的候選人之一，但因姆魯姆魯偷偷調整因果律而讓來須兒子病情提早被發現，也導致他提早背叛雪輝和由乃。
在三周目世界中因為二周目的美彌彌提前告知兒子有心臟病，所以讓兒子治療後存活下來。
名字來自羅馬神話的密使墨丘利（水星）。
5th 豐穰禮佑（配音：真田麻美）
所持有的日記為塗鴉日記，以圖畫繪本記載。內容以圖畫及簡短的文字，描述禮佑每日早午晚的生活。一天只有三次記錄，是作品中最弱的日記。
雪輝（1st）的母親天野禮亞的同事的小孩，4歲。資優兒童，但因各種原因而未有被發掘。被家庭弄至性格扭曲，相信沒有爸媽也可以活下去。因為「妒忌」雪輝和由乃（2nd）在殺敵方面的資優而提出挑戰。
喜歡玩布娃娃，兩手戴上的男女情侶玩偶，正是父母所送的唯一玩具。但亦因為性格扭曲，其玩法十分變態。
父母是御目方教教徒，於春日野椿（6th）和平坂黃泉（12th）造成的騷亂中被殺，但個人並沒有為父母復仇的想法。在挑戰雪輝家時使用了不少難以想像和噁心的手段，最後利用快遞包裹的陷阱使雪輝中毒，迫使由乃參與全屋追逐。其後一度可殺死由乃，但被死撐的雪輝擊傷。最終被用盡全力的由乃連同日記斬下。
在三周目世界中因為父母均未加入御目方教(也可能仍然加入了教團，但三周目世界的教團並非邪教性質)，所以使他可快樂的成長，最終成為了三周目秋瀨的助手。
名字來自羅馬神話豐收（豐穰）之神瑟雷斯（穀神星）
6th 春日野椿（配音：仙台惠理）
所持有的日記為千里眼日記，以大型的舊式書卷記載。原本書卷是記載信徒報告內容的日記。其未來日記能夠不論何時何地，預測所有教徒感覺到的事情，以接近自己的人為先。
新興宗教「御目方教」的教祖，信眾超過一千人，稱她為「御目方主」。表示自己是巫女，只希望傾聽神的聲音，無意成為神。自出生開始患有弱視，長期閉門不出。
教團實際上是個騙局，父母曾不願意繼續而打算解散教團，但未做到前就因為船津設計陷害而車禍身亡。結果「御目方教」變質，椿成為千名教徒證明隱藏罪惡的玩物而被輪姦，直到千里眼日記出現才恢復本質。
因為自己的日記出現DEAD END，希望借雪輝（1st）超越奇蹟的能力救自己，從而亦認識了由乃（2nd）和來須（4th）。曾挑撥由乃和雪輝的關係。在平坂黃泉（12th）的騷亂後展現真面目，以由乃為餌企圖引出雪輝，但後來被雪輝找回的手球分散信徒們的注意，被雪輝飛鏢投中書卷而消失。
在三周目世界中因為二周目的雪輝( 1st )等人引起的爆炸使原本要出門的父母延後出發，進而拆穿了船津要奪取教派的目的，並宣布御目方教的目的是扶助弱小，迴避了要成為邪教的未來。
其日記正是雨流美彌彌（9th）逃亡日記的天敵。
名字來自羅馬神話春天女神普羅瑟萍娜（冥后星）。
7th 戰場馬克（配音：關智一） & 美神愛（配音：桑谷夏子）
所持有的日記為交換日記，會將各自未來的訊息傳遞給另一人，是特殊安排下出現的雙機持有者。
兩人都是被拋棄的孤兒，自小被上下竈（8th）收養，並居住在母親之家裡，後來亦因此合作。兩人初次相見是在櫻見塔，希望能夠變成神後永遠在一起。
對於一直二人同行的雪輝（1st）和由乃（2nd）極有興趣，亦是令二人認真反思其關係的重要人物。認為他們的愛可以戰勝一切，包括雪輝和由乃之間的虛假關係，其後則全心要雪輝和由乃二人對自身的關係作出反思。
喜歡暴露的衣著，亦經常公然和對方激烈地親熱。馬克有時候會受不住愛的撒嬌。
與雪輝和由乃交手時曾奪走兩人的日記，由乃也被兩人所傷。而第二次於櫻見塔交手的時候局勢卻反轉，因由乃的高速行動而失去物品及令愛受傷，事敗後被聯合行動的母親之家朋友劃清界線。在櫻見塔進行爆破、瀕臨倒塌的情況下，原有逃跑機會的馬克堅持救出受困的愛，最後因愛斷氣而決定共存亡，把降落傘交給雪輝，一同殉情。三周目因母親之家持續受到市政府援助，最後兩人結婚過著幸福生活。
動畫第17話增加美神愛被騙去廢工廠，被幾名男性強姦的原創情節。
戰場馬克的姓名，來自於羅馬神話中的戰神瑪爾斯（火星）；而美神愛的姓名，來自於羅馬神話中愛與美的女神維納斯（金星）
8th 上下竈（配音：今野宏美）
所持有的日記為增殖日記，為一部附有終端機功能的筆記本電腦，裝於其腹前。不會記載個人有關的未來，但可以透過營運租借日記網站，使個別用家成為未來日記的「子持有者」。
兒童撫養所「母親之家」負責人，曾收養多名孤兒，包括戰場馬克和美神愛（7th）。於遊戲中十分被動，並不想成為神，但眾多由她養大的孤兒都希望她能成為神，並期望她能創造出一個讓孩子們幸福的美好世界。
由於潛在能力強大，所以市長（11th）都想把日記據為己有，並俘虜她來利用她的系統。本來希望和雪輝（1st）及由乃（2nd）結盟剷除市長（11th），但最後被雪輝背叛，只好暫時與市長結盟。其後一度被秋瀨或等人救出，可最後依舊被由乃殺害。
在三周目世界中得到市長（11th）的資助，並與市長（11th）變為情侶。
其姓名由來是羅馬神話的爐灶之神維斯塔（灶神星）。
9th 雨流美彌彌（配音：相澤舞）
所持有的日記為逃亡日記，以橙色手機記載。記有犯案後高度安全的逃亡路線，遊戲中使其可以遇上各種危機都可以存活到最後。
現年18歲。8歲時在中東旅行，父母被捲入宗教派系的衝突中而雙亡。從此流落於中東地區，獨自成長和競爭下變得冷酷，並開始針對各大宗教領袖進行恐怖襲擊，現在櫻見市潛伏著。是完全沒有躊躇和寬恕的殘酷人物。擅長使用各種炸彈，自己亦裝有心跳停止時觸發的炸彈裝置。討厭大人，喜歡小動物，動物亦會主動親近她。接受未來日記想成為神的目的是為了抹殺神明。
在海外輾轉潛逃，在櫻見中學炸彈事件前兩個禮拜得知天主教樞機主教海曼到訪日本後，便殺害一名菜鳥女警大嶋夏子後寄送案殺預告至警局，打算混入護衛隊意圖行刺。但由於大嶋夏子的屍體馬上在淨灘時被發現，西島真澄在得知大嶋夏子死亡後對於美彌彌偽裝的夏子處處防範下導致其計畫失敗，在逃跑過程中獲得其日記能力。在剛獲得日記能力時曾試圖挑戰火山高夫（3rd）有過一段打鬥，在逃跑時再次遇見了來追查火山高夫的西島，兩人短暫合作逃離火山高夫的追殺後，美彌彌開槍擊暈西島（由於西島身穿防彈背心而沒死）後逃逸。
第一位主動挑戰雪輝的人，在他就讀的中學設置大量的炸彈和地雷，但由於雪輝和由乃（2nd）兩部日記聯合的「完全預知」而被打敗，還被雪輝用飛鏢刺傷左眼。
之後被平坂黃泉（12th）出賣，被春日野椿（6th）的御目方教抓到，並被平坂黃泉挖出左眼以拷問雪輝的行蹤下落。之後黃泉為追殺椿時放走她。但隨即被來須圭悟（4th）逮捕，圭悟以交換電郵地址為條件得到釋放，這段時間幫過就醫時偶遇的豊穰禮佑（5th）購置殺人物品。
和雪輝在對抗來須（4th）的事件中再次見面並開始合作，在多場與日記持有者的作戰中提供意見。直到宙斯為防姆魯姆魯心懷異心時被拉到因果律大禮堂中，被賦予宙斯一半的力量與智慧。
在試圖阻止約翰·巴克斯（11th）使用上下竈（8th）的日記連結全市手機時，對於雪輝拿自己和西島當誘餌導致西島死亡一事感到憤怒，隨後在刺殺約翰·巴克斯（11th）計畫宣告失敗後正式和雪輝決裂，原先在決鬥中佔了上風，但因意識到雪輝也是因種種的不幸而失去父母而無法下殺手，被後者槍擊受重傷，臨死前希望用心音炸彈協助雪輝突破我妻金控的保險室大門，折斷自己的手機壯烈犧牲，但沒有對門造成傷害。由于宙斯希望通过她阻止姆鲁姆鲁，在折断手机后并未死亡而是被宙斯带走并给予了其一半的力量和知识，之后带着雪辉进入三周目追赶由乃。
在追捕中與西島真澄多次邂逅，令西島有點心動，隨後因西島感人肺腑的求婚宣言而放開胸懷，想起當年曾渴望一切回復正常和充滿溫馨，最後向西島提出若能破壞約翰·巴克斯（11th）的計畫便會金盆洗手，但最終西島在作戰中身亡。最後，二周目的她在帶著二周目雪輝前往三周目世界阻止一周目由乃開啟三周目遊戲的時候遇見了三周目的西岛，最後二周目的美彌彌留在三周目和西島成家（而且似乎對三周目的西島沒有隱瞞自己的真實身分）并有了两个孩子，並在之後某天在家帶小孩時看到了從天而降的三周目由乃和二周目雪輝，而三周目的她仍然逍遥法外。動畫OVA裡，是二周目的美彌彌協助三周目的由乃取回了一周目由乃的記憶。
名字來自羅馬神話智慧女神密涅瓦（慧神星）。
10th 月島狩人（配音：平松廣和）
所持有的日記為飼養日記，以手機記載。有着所有愛犬的飼養狀態，可以因管理方式不同而調整日記串的顯示方式。
認為人類不可信，只鍾情於狗。為了隱藏行蹤，便利用女兒轉移視線，臨終前希望女兒別成為像他一樣的不良中年。最後死於來須圭悟（4th）槍下。
曾向宙斯提出移轉日記所有權的請求，但被拒絕。三周目發現女兒在慢跑前會照顧自己養的狗，開始對人類有了改觀。
名字來自羅馬神話月亮及狩獵女神黛安娜。
11th 約翰·巴克斯（配音：土師孝也）
所持有的日記為觀測者日記（The Watcher），可以偷窺其他持有者的未來日記，包括上下竈（8th）促成的「子持有者」日記。
櫻見市市長，渴望把櫻見市和自己放在歷史上的高位。為了理想而想出「未來日記」的概念，並研發出各種以邏輯程式推動的原型機，結果引來宙斯的注意。創造的規則幾乎都是有利自己，直至其他持有者循多方面攻擊才稍為動搖，最後躲進了我妻金控的金庫內，在自以為絕對安全的情況下，被大家認為是冒牌貨的由乃卻成功透過視網膜電子鎖入侵並殺死約翰·巴克斯，到死都沒能理解由乃是如何進入保險室的。
三周目的約翰·巴克斯提前兩年從二周目雪輝帶来三周目世界的無差別日記得知自己會在生存遊戲中落敗，所以及时向宙斯停止了三周目游戏的开始，同時開始資助母親之家。
名字來自羅馬神話酒神巴克斯。
12th 平坂黃泉（配音：川原慶久）
所持有的日記為正義日記，以錄音機記載的。記載著要保護的弱者和要打倒的邪惡。
本為盲人但有超強聽力和催眠能力，所以自稱為千里眼的天敵。由於是英雄，故此亦擁有變身腰帶、手套、頭套等。可是，他有一個歪念是對正義定義為勝利，落敗者自然是邪惡的道理。直覺上把“御目方教”視為邪教，因此為了消滅禦目方教而滲透入禦目方教內部，隨後真正得知教團身為邪教的本質並打算殺死春日野椿（6th）。最後被由乃所殺，而死前向由乃宣稱她是“正義”。
為人心地善良，但由於其變身裝束古怪，常被人懷疑。連路過的小朋友也會向他拋石頭。姆魯姆魯給他50日元買玩具，介紹可憐的他購買未來日記，以此行善積德，歸國成為持有者。
3週目的平坂黃泉（12th）由於因果律的改變撞見了行凶的火山高夫（3rd）並將其制服，實現了成為英雄的夢想，加入了御目方教，賣著“眼球假面”的周邊商品。時常去監獄探望被其逮捕的三周目高夫。
名字來自羅馬神話冥王普路托。
13th 霧崎薊（配音：浅川悠）
PSP遊戲獨有人物。所持有的日記為影片日記，以攝影機記載來自未來的影像，內容不會被約翰·巴克斯（11th）的觀察者日記發現。
穿黃外套。

### 時空王
Deus·ex·Machina（配音：若本規夫）
即宙斯，时空王，掌管所有時間與空間的神，是這次生存遊戲的主辦者。
身型巨大，面容是一頭象。可以住進人的想像世界中，遊戲開始前便是住在雪輝的想像世界。
意識到壽命將至，自身開始出現崩壞，於是組織未來日記遊戲去選出繼承人。意識到使魔姆魯姆魯有問題，決定在現實世界留下更多後著，於是將其一半的力量與智慧賜給雨流美彌音（因其不認同神的存在而受到宙斯青睞），同時縮短了自己的壽命與世界崩壞的時間點。
為延長世界崩壞的時間點，將自身濃縮為宙斯之核，由姆魯姆魯接管。
名字來源是古希臘戲劇中的機械降神Deus ex machina。
姆魯姆魯（配音：本田愛美）
宙斯的僕人使魔，自古以來已是一個世襲的部族。外貌是一個身材矮小、深色皮膚的女孩子。
主食是玉米。雙手的手鐲是用來限制其力量。
喜歡玩弄各持有者，甚至是持有者身邊的人。處事上有莫大的野心。其真實身分是一周目世界已成為神的我妻由乃的使魔，為了幫助我妻由乃完成「再次與雪輝進行遊戲」這個想法，將二周目世界的姆魯姆魯封印並偽裝成她，在遊戲之中不斷偏袒由乃。在由乃失敗後，並沒有消失，而以手機吊飾的型式繼續待在繼承一周目世界由乃記憶的三周目世界由乃的身邊。
動畫版OVA中，一周目的姆魯姆魯在由乃自殺後將其化為記憶的核心保存，並且因為破壞三周目世界的因果律而被三周目的姆魯姆魯封印，三周目由乃的手機吊飾則是她的一部份。在由乃重新找到她後將記憶核心交給三周目由乃。
名字由來是「所羅門七十二柱魔神」之中，第五十四位與所羅門王訂下契約的魔神姆爾姆爾（Murmur）。

### 非持有者
天野禮亞（配音：水原薫）
雪輝（1st）之母，遊戲公司的程式設計師。一年前與雪輝的父親天野九郎離婚。
對雪輝的日常生活有所放任，亦對於我妻由乃（2nd）作為自己的兒媳婦感到滿意。
在櫻見塔事件中與天野九郎爭執，隨之被其誤殺。
其姓名由來是羅馬神話中的時空女神瑞亞（土衛五），眾神之王朱庇特的生母
天野九郎（配音：子安武人）
雪輝（1st）之父，一年前與妻子離異。
後回來探望雪輝，但其實是受人唆使，破壞雪輝的日記以還清己身所欠的300萬日圓高利貸。
對不能好好待在雪輝和禮亞身旁感到愧疚，所以小心翼翼保管雪輝的天文望遠鏡。
後來被市長約翰·巴克斯（11th）所派的人殺害。
其姓名由來是羅馬神話中的泰坦神克洛諾斯，眾神之王邱比特的生父
高阪王子（配音：白石稔）
雪輝（1st）和由乃的同學，時常找雪輝的碴，美彌彌（9th）事件中最先出賣雪輝（1st）的人之一。
因獵月島狩人（10th）事件開始被捲進生存遊戲。由此顯出其碰著事件就總是想逃，最後無從選擇的幫忙之懦弱性格。
在戰場馬克＆美神愛（7th）的戰鬥中借出別墅，最後被燒毀。在市長（11th）的戰鬥亦差點使非持有者隊伍全亡。
後來被賦予子日記能力，持有高阪KING日記及後來重製的NEO高阪KING日記。紀錄他所碰到的好事，內容十分自我中心，總會在後面加上一句「我真是太閃耀了」。
最後在保護上下竈（8th）時被雪輝以手槍擊殺。
秋瀨或（配音：石田彰）
雪輝（1st）的同學，常玩偵探遊戲而曠課。
夢想成為世界有名的偵探。具有超人的推理能力和第六感，運動能力亦不下於由乃（2nd），被視為最強的非持有者。
喜歡雪輝，對他一見鍾情，並想幫助他成為神，但強調「不是BL，是愛」。儘管後來被宙斯否定過。
後來被上下竈（8th）賦予子日記能力，持有偵探日記，能預測所有日記持有者的行動，包含改變未來後的行為，亦因此令其他持有者未能準確預知與其有關的事情。
其真實身分是宙斯在人間的「觀測者」，等於是情報的集合體，因為得到了子日記而改變了自己身為觀測者的身分，被宙斯認可其想要解救雪輝的意志而未消失。
最後被由乃砍頭殺死。三周目依然留在世界上。
其姓名由來是訊息集合體阿卡西記錄
日野日向（配音：松岡由貴）
雪輝（1st）的同學，愛管閒事，天生喜歡照顧別人。穿著超短上衣，巨乳。被雪輝作為朋友的關心深深感動。
其實是月島狩人（10th）的女兒，每天慢跑前會照顧父親養的狗。
後來被賦予子日記能力，持有友情日記，內容是與朋友一起行動時的紀錄。
最後在保護上下竈（8th）時，試圖告訴雪輝遊戲的真相，激怒了雪輝，而被雪輝以手槍擊殺。
野野坂真央（配音：尤加奈）
雪輝（1st）的同學，喜歡用手機寫真攝影。與日向關係要好，並單方面對日向有朋友以上的感情。為日向動刀用槍都在所不惜。
後來被賦予子日記能力，持有LoveLove日向日記，記載關於日向的行動，但不知為何內容總是會提到日向的胸部。
最後在保護上下竈（8th）時被雪輝以手槍擊殺。
西島真澄（配音：石井真）
來須圭悟（4th）的下屬，兩年前到來的新人。直到現在仍經常駕馭不了可疑目標，有時反過來被牽著走。
在來須死後知道未來日記的事情，繼承他最初的志向，多次幫助秋瀨和雪輝（1st）等人。
曾經與雨流美彌彌（9th）有多次邂逅，並向美彌彌求婚。
在保護美彌彌時被市長（11th）的手下殺害。
宮代阿鈴（配音：小櫻悅子）
「母親之家」的成員，IQ200的天才兒童，心地善良，就算是敵人也抱有惻隱之心。
被賦予子日記能力，持有福利機構日記，記錄所有「母親之家」成員的行動，亦以此作指揮。
曾與美神愛（7th）潛入春日野椿（6th）的「御目方教」。看得出雪輝（1st）的善良本質，但最後被我妻由乃（2nd）背叛並殺害。
難波太郎（配音：進藤尚美）
「母親之家」的成員，通稱阿太。
被賦予子日記能力，持有複製日記，能複製他人日記的能力。
起初防衛上下竈（8th）被同一屋簷下的戰場馬克和美神愛（7th）突襲，於二人的一個行動失敗後斷絕關係。
擅長使用炸彈爆破作為陷阱，在突襲高坂王子家時，以炸彈炸毀其家。在櫻見塔事件中，用同樣的手法炸毀櫻見塔。
與雪輝（1st）聯合對抗市長（11th）時複製雪輝日記，但由於市長設置的干擾而無法使用。最後被我妻由乃（2nd）背叛並殺害。
來須直子（配音：森中葵）
來須圭悟（4th）之妻。婚禮會場的職員。
來須曜
來須圭悟（4th）之子，患有心臟病，於故事不久被醫生診斷為壽命只剩下3個月。
若葉萌繪（配音：田村睦心）
雪輝（1st）和由乃（2nd）的同學，曾拒絕過雪輝的告白。在第三周目和第三周目的雪辉交往。
我妻潮（配音：宮下榮治）、我妻 西果（配音：井上喜久子）
我妻由乃（2nd）的父母，兩人都出身於精英銀行家的家庭。以「精英教育」的方式來教育由乃，我妻西果時常監禁由乃以作為處罰，但後來兩人皆被由乃下藥而被反監禁至死。
黑崎龍司（配音：稻田徹）
市長（11th）的秘書，絕對服從。
後來被賦予子日記能力，持有秘書日記，紀錄市長的行動和相關情況。被雨流美彌彌槍擊身亡。
船津（配音：丸山詠二）
「御目方教」的大幹部，地位僅次於春日野椿（6th）的父母。
交通意外後掌握整個教團，是使春日野椿憎恨世界的元兇。
霧崎霞（配音：米澤圓）
PSP遊戲獨有人物。霧崎薊（13th）的妹妹。

## 用語

### 遊戲規則
- 12人的未來日記持有者中，最後生存的一人能繼承掌握時間和空間流動的「神之座」。
- 未來日記的出現，是透過時空王在持有者的手提電話追加，或是由姆魯姆魯事前直接交予持有者。日記會自動顯示90天的未來，一天過去後才會出現新一天的預知，直到遊戲結束之時或持有者死亡之時。由於是日記性質，所以人手追加未來有關之內容是絕對可行的，但過去的紀錄就一定不能作任何改動。
- 接受未來日記不代表手上的裝置或用具失去本來的功能。譬如，若然手提電話成為了日記，通話和郵件功能都不會受到影響，而只是日記相關的應用程式有所變異。
- 全部的未來日記持有者都會集中到櫻見市內，這是因為神歪曲因果律而造成的。
- 未來日記一旦被破壞，就會即時失去效用，持有者亦會在該時空間迎來死亡。不過，那種死法近乎是消滅存在，不會有任何屍體或身上的東西留下。
- 除非已被辨知，否則其他日記持有者的資料都不會被直接提供，只有一些行動觸發的結果可能會被記載。在匯集持有者的「因果律大禮堂」中，亦不會看到對方的真面目。一切都需要依靠自己未來日記來發現。（此規則於市長（11th）事件前，因全部人得知對方身份而消除。）
- 如果持有者沒有按照未來日記上的預知內容行動，日記會即使作出對應現況修改，發出改變的噪音。同樣地，日記會根據其他持有者的行動作出改寫。其他非持有者的直接行動則會被視為絕對合情合理，不會對預知有任何影響。
- 如果持有者即將被殺死，那不論日記的預知範疇是甚麼，都會記載「DEAD END」，這個告示被稱之為「立Flag（旗）」。按照日記的特性，死的時刻和死的方法會在「旗」的前一串作記載。一旦出現「DEAD END Flag」，那個未來大致上是獨個兒不能迴避，奇蹟發生亦不能避免。換句話去說，迴避的可能性是低過萬分之一。
- END的種類可能不只一種，根據由乃的日記，「HAPPY END」是存在的。
- 持有者的日記能力不能轉讓給其他人（包括持有者和非持有者），即使日記不在身邊，亦不能退出比賽。然而，天神是有權干擾放棄戰鬥的人，掌握生死大權。
- 成為時空神以後，除了時間和空間的流動外，亦可運用各式各樣的魔法和超能力，長生不老。進行生育的話，是可以把部分能力傳承至下一代的。然而，即進行因果規則之類的干涉，都不能夠為任何死去的個體作當時復生，充其量只能作肉體方面的修補，靈魂只要死亡即無法重生。

### 世界觀
一周目
2010年（2年前）
- 7.28：船津制造事故杀死6th的父母

2012年
- 7.28：雪辉殉情自杀，获胜的由乃复活雪辉未果，跳跃二周目

1.5周目
2012年
- 4.28：因果律意外损坏，姆鲁姆鲁找秋濑代替雪辉维持因果律，秋濑在学校电死3rd
- 5.02：秋濑用假炸弹吓跑9th
- 5.05：御目方教团事件，秋濑揭发船津是杀死6th的黑手，让5th、6th、7th、12th免于争
- 5.06：秋濑察觉姆鲁姆鲁的阴谋，发现由乃的真相。因果律修复，时间重启

二周目
1998年（14年前）
- 7.07：战场马克和美神爱在樱见塔上相遇

2011年（1年前）
- 4.17：二周目由乃囚禁饿死父母
- 5.03：雪辉父母离婚
- 5.10：二周目由乃许下“未来的某一天，我来当你的新娘子”的愿望
- 5.17：萌绘和雪辉被分配到学院祭的任务
- 8.01：由乃杀死二周目由乃

2012年
- 4.21：参赛者各自得到未来日记，9th假扮大岛夏子，在恐怖袭击中被西岛阻止。
- 4.27：9th和3rd交战，再次遇到西岛
- 4.28：雪辉在由乃的帮助下用飞镖破坏3rd的日记
- 5.01：游戏参加者齐聚因果律圣堂
- 5.02：9th袭击学校，左眼被雪辉刺瞎，樱见中学停课，雪辉、由乃和4th组成同盟
- 5.03：9th被12th捕获并治疗眼球
- 5.04：雪辉发现由乃家拉门内的秘密。12th把9th交给教团
- 5.05：御目方教团事件，由乃斩首12th，雪辉用飞镖破坏6th日记。4th 和9th交换邮件
- 5.08：9th帮助5th凑齐杀人所用的道具
- 5.12：天野礼亚回家
- 5.13：5th暂居雪辉家，伺机报仇
- 5.14：由乃刺死5th，9th给两人解毒
- 5.24：秋濑遇见9th
- 5.25：10th诱骗女儿日向帮助他打倒秋濑
- 6.01：樱见中学合并至梅里中学重新开学，雪辉和秋濑、日向等成为新朋友，10th计划被挫败，本人被4th击毙
- 6.06：4th被姆鲁姆鲁告知儿子命不久矣，决定成为神拯救儿子
- 6.12：4th陷害雪辉、由乃，两人被通缉
- 6.13：雪辉、由乃在医院与9th结成临时同盟。4th被雪辉射中并且阴谋被揭发，掰断手机自杀
- 6.19：雪辉在看星星的旅途中被由乃监禁
- 6.27：秋濑和西岛联手寻找雪辉
- 6.30：秋濑揭发出由乃家尸骨有三具的事实，高坂成为见习未来日记拥有者
- 7.02：体育馆里，雪辉与秋濑等成为同盟
- 7.05：在高坂家迎战7th，由乃重伤，雪辉的日记被夺走
- 7.06：雪辉、由乃住院，9th和天野九郎来访。
- 7.07：西岛搜查母之里，樱见塔之战7th殉情而死，天野九郎失手杀死天野礼亚
- 7.09：雪辉请求复活母亲，姆鲁姆鲁告知雪辉成为神就可以做到
- 7.10：天野九郎被11th手下刺死，雪辉下定了成为神的决心
- 7.15：议会上11th提案拆除母之里并获通过。
- 7.16：8th陷入雪辉和由乃的圈套遭到惨败，不得已和11th联手。秋濑揭发第三具尸体和由乃的DNA一致。
- 7.17：西岛向9th求婚，11th的计划开始实施，时空王把自己的力量分给9th
- 7.18：西岛中枪死亡，9th自爆死亡，由乃斩首11th，世界开始崩
- 7.21：秋濑证明自己拥有自由意志，避免被还原至阿克夏记录。雪辉杀死日向等朋友，由乃杀死8th和秋濑，但秋濑临死时揭发了世界轮回的真相。时空王崩毁
- 7.27：雪辉由乃合体，最后的互鬥
- 7.28：9th以半神身份帮助雪辉，双方跳跃至三周目

三周目
2010年（2年前）
- 7.28：各位参赛者的因果律改变，未来日记计划中止，由乃自杀。

2012年
- 7.28：三周目由乃继承由乃的记忆，带回在二周目独自存在1万年的雪辉，代替三周目的时空王成为三周目的神。

## 出版書籍
每本單行本封面都包含主角1st 天野雪輝和2nd 我妻由乃。
其中第11卷因為連帶先行短篇動畫的OAD，所以於2010年12月9日先推出限定版，於12月25日推出普通版。12卷單行本和2本外傳，合計銷售量超過400萬部。
代理版本方面，繁體中文版由台灣和香港於2007年1月13日首次發行，由台灣角川出版。英文版由TOKYOPOP取得北美洲地區代理權，但之後該公司停止業務，直到2010年5月31日只發行了10本單行本。
| 冊數    | 角川書店                     | 角川書店                                                          | 台灣角川       | 台灣角川               |
| 冊數    | 發售日期                     | ISBN                                                              | 發售日期       | ISBN                   |
| ------- | ---------------------------- | ----------------------------------------------------------------- | -------------- | ---------------------- |
| 1       | 2006年7月26日                | ISBN 4-04-713839-8                                                | 2007年1月13日  | ISBN 978-986-174-247-2 |
| 2       | 2006年10月26日               | ISBN 978-4-04-713872-X                                            | 2007年4月4日   | ISBN 978-986-174-324-0 |
| 3       | 2007年3月26日                | ISBN 4-04-713912-1                                                | 2007年7月4日   | ISBN 978-986-174-376-9 |
| 4       | 2007年10月26日               | ISBN 978-4-04-713954-8                                            | 2008年5月20日  | ISBN 978-986-174-675-3 |
| 5       | 2008年2月26日                | ISBN 978-4-04-715026-3                                            | 2008年8月26日  | ISBN 978-986-174-772-9 |
| 6       | 2008年6月26日                | ISBN 978-4-04-715072-0                                            | 2009年2月19日  | ISBN 978-986-174-991-4 |
| 7       | 2008年11月26日               | ISBN 978-4-04-715130-7                                            | 2009年5月29日  | ISBN 978-986-237-105-3 |
| 8       | 2009年5月26日                | ISBN 978-4-04-715248-9                                            | 2009年11月7日  | ISBN 978-986-237-367-5 |
| 9       | 2009年11月26日               | ISBN 978-4-04-715323-3                                            | 2010年5月8日   | ISBN 978-986-237-669-0 |
| 10      | 2010年3月26日                | ISBN 978-4-04-715400-1                                            | 2010年8月19日  | ISBN 978-986-237-797-0 |
| 11      | 2010年12月9日 2010年12月25日 | ISBN 978-4-04-900801-2（限定版） ISBN 978-4-04-715580-0（普通版） | 2011年5月14日  | ISBN 978-986-287-174-4 |
| 12      | 2011年4月26日                | ISBN 978-4-04-715679-1                                            | 2011年9月15日  | ISBN 978-986-287-359-5 |
| Mosaic  | 2008年11月26日               | ISBN 978-4-04-715129-1                                            | 2009年12月16日 | ISBN 978-986-237-431-3 |
| Paradox | 2010年3月26日                | ISBN 978-4-04-715412-4                                            | 2011年3月22日  | ISBN 978-986-287-091-4 |

### 相關書籍
導讀手冊
角川書店其後亦發賣漫畫相關之公式手冊《未來日記 Fragment 官方導讀手冊》（未来日記フラグメンツ 公式ガイドブック），由原作者主力編寫。內容主要有單行本從未收錄之漫畫，各日記持有者的背景和設定解說，與及作品如何誕生等等的內部資料。
- 2011年9月26日發售、ISBN 978-4-04-715793-4

新篇漫畫
本作改編自未來日記Redial（OVA）
- 未来日記リダイヤル オリジナルアニメDVD同梱

2013年7月26日發售、ISBN 978-4-04-120616-4

## 電視動畫
官方於2010年3月底宣布動畫化。附贈OAD的第11卷限定版原定於同年9月9日發賣，但最後延期至12月9日。影碟收錄片長9分鐘的短篇動畫，亦同時有11分鐘的映像版設定資料集。短篇動畫以宣傳和預告性質為主，包括雪輝參加遊戲的契機和初嘗挑戰的場景；設定資料集則是讓短篇動畫的設定跟原作的設定作深入介紹和比較。其他附贈物品亦包括平山英嗣繪畫的影碟封套和4頁小冊子。
在短篇動畫沿用的聲優都順帶至正式動畫版，惟短篇動畫時的時空神宙斯一角為經電腦加工的男性聲音，於正式版換上真人演繹。在短篇動畫發行之時，本作的主要製作人員和職位亦已經大致決定。然而，正式動畫版於2011年10月9日，也就是漫畫最後一卷推出近半年後才開始播放，全26集。相關製作在漫畫完結後才正式開展，亦沒有因為按日本動畫既有的分季完結，情況十分罕見。另外，本作亦追加真實地點神奈川縣的環境設定，亦就著故事中部分日記持有者的經歷和戰術作出調整。
除了正傳故事外，正式動畫版亦在片尾曲後追加C部份的短篇動畫環節「姆魯姆魯老師的裏未來日記」，以原作單行本結尾附贈作藍本去改編及原創，主要是關於姆魯姆魯送出未來日記和遇上主要配角的各種趣事。部分集數因播放時間不足而留待影碟發佈，製作人員名單亦和正傳有所分離。
2012年12月22日，官方宣佈推出新作《未來日記 REDIAL》的OVA，將漫畫版真正結局進行重製，演繹由原作者編寫的全新故事，於2013年7月下旬發售。

### 製作人員
- 原作、構成協力：Esuno Sakae
- 企劃：安田猛（角川書店）、武智恒雄（KlockWorx）、井上俊次（Lantis）、太布尚弘（Movic）
- 監督：細田直人
- 系列構成：高山克彥
- 角色設計：平山英嗣
- 總作畫監督：平山英嗣、岡田萬衣子、小島智加
- 副角色設計：渡邊瑠璃子
- 道具設計：江田恵一
- 3D導演：石田弘達
- 3DCGI：酒井壽一、原山希
- 色彩設計：細谷直樹
- 美術設定：佐藤正浩
- 美術監督：德田俊之
- 攝影監督：藤田智史
- 剪接：伊藤潤一
- 音響監督：名倉靖
- 音響效果：倉橋裕宗
- 音響製作：樂音舍
- 音樂：加藤達也
- 音樂製作人：齋藤滋
- 音樂製作：Lantis
- 動畫製作人：平松巨規
- 動畫製作：asread
- 企劃製作人：伊藤敦
- 製作：12人的日記持有者（角川書店、KlockWorx、Lantis、Movic）

### 主題曲
片頭曲1：（空想神話）
主唱：妖精帝國，作詞：YUI（妖精帝國），作曲、編曲：橘尭葉（妖精帝國）
使用集數：第2－14話
片頭曲2：「Dead END」
主唱：飛蘭，作詞：渡邊美佳，作曲、編曲：藤田淳平（Elements Garden）
使用集數：第15－26話
片頭曲3：
主唱：妖精帝國，作詞：YUI（妖精帝國），作曲、編曲：橘尭葉（妖精帝國）
使用集數：REDIAL，收錄於Blu-ray及DVD版
片尾曲1：「Blood teller」（血訴者）
主唱：飛蘭，作詞：畑亞貴，作曲、編曲：中山真斗（Elements Garden）
使用集數：第2－14話
片尾曲2：「filament」（細線）
主唱：妖精帝國，作詞：YUI（妖精帝國），作曲、編曲：橘尭葉（妖精帝國）
使用集數：第15－26話
片尾曲3：「HAPPY END」
主唱：飛蘭，作詞：飛蘭，作曲：俊龍，編曲：鈴木マサキ
使用集數：REDIAL，收錄於Blu-ray及DVD版
OAD片尾曲：「The Creator」（創造者）
主唱：妖精帝國，作詞：YUI（妖精帝國），作曲、編曲：橘尭葉（妖精帝國）

### 各話列表
| 集數           | 日文標題     | 中文標題     | 劇本     | 分鏡              | 演出       | 作畫監督                                         | 總作畫監督          |
| -------------- | ------------ | ------------ | -------- | ----------------- | ---------- | ------------------------------------------------ | ------------------- |
| OAD （短篇）   | OAD （短篇） | OAD （短篇） | 高山克彥 | 細田直人          | 細田直人   | 平山英嗣                                         | -                   |
| 第1話          |              | 締成契約     | 高山克彥 | 細田直人          | 細田直人   | 平山英嗣                                         | 平山英嗣 岡田萬衣子 |
| 第2話          |              | 契約條件     | 高山克彥 | 細田直人          | 小林浩輔   | 小島智加                                         | 平山英嗣 岡田萬衣子 |
| 第3話          |              | 初期不良     | 高山克彥 | 川崎逸朗          | 川崎逸朗   | 小谷杏子                                         | 平山英嗣 岡田萬衣子 |
| 第4話          |              | 手寫輸入     | 高山克彥 | 米田光宏          | 米田光宏   | 町田真一                                         | 平山英嗣 岡田萬衣子 |
| 第5話          |              | 語音紀錄     | 高山克彥 | 細田直人          | 小林浩輔   | 渡邊瑠璃子                                       | 平山英嗣 岡田萬衣子 |
| 第6話          |              | 震動模式     | 小鹿     | 柳瀨雄之          | 佐藤和磨   | 田畑昭久                                         | 平山英嗣 岡田萬衣子 |
| 第7話          |              | 留守應答     | 小鹿     | 吉本欣司          | 柳瀨雄之   | 藤原未來夫                                       | 平山英嗣 岡田萬衣子 |
| 第8話          |              | 新機種       | 佐藤勝一 | 花井宏和          | 花井宏和   | 松林唯人                                         | 平山英嗣 岡田萬衣子 |
| 第9話          |              | 拒絕來電     | 佐藤勝一 | 花井宏和          | 高島大輔   | 羽坂秀則 田村正文                                | 平山英嗣 岡田萬衣子 |
| 第10話         |              | 家族計畫     | 高山克彥 | 柳瀨雄之          | 小林浩輔   | 山本善哉                                         | 平山英嗣 岡田萬衣子 |
| 第11話         |              | 服務終止     | 小鹿     | 米田光宏 細田直人 | 米田光宏   | 町田真一 伊藤秀樹                                | 平山英嗣 岡田萬衣子 |
| 第12話         |              | 沒有訊號     | 小鹿     | 柳瀬雄之          | 柳瀬雄之   | 竹森由加、藤原未来夫 高原修司                    | 小島智加            |
| 第13話         |              | 匿名設定     | 佐藤勝一 | 細田直人          | 高村雄太   | 海老原雅夫                                       | 平山英嗣 岡田萬衣子 |
| 第14話         |              | 紀錄消除     | 佐藤勝一 | 橋口好美          | 羽多野浩平 | 須賀重行                                         | 平山英嗣 岡田萬衣子 |
| 第15話         |              | 雙機持有者   | 高山克彥 | 吉本欣司          | 阿部雅司   | 津熊健德 新井博慧                                | 小島智加            |
| 第16話         |              | 修理         | 高山克彥 | 花井宏和          | 花井宏和   | 松林唯人、小倉典子 小野和寛                      | 岡田萬衣子          |
| 第17話         |              | 家庭優惠     | 高山克彥 | 花井宏和          | 小林浩輔   | 本田敬一、竹森由香 友岡新平、南部秀雄 岡田萬衣子 | 平山英嗣 小島智加   |
| 第18話         |              | 混線         | 佐藤勝一 | 及川啓            | 羽多野浩平 | 須賀重行                                         | 平山英嗣 岡田萬衣子 |
| 第19話         |              | 全部消除     | 佐藤勝一 | 松林唯人          | 渡部周     | 竹森由加、深澤謙二 永吉隆志、市野                | 岡田萬衣子          |
| 第20話         |              | 資料傳送     | 小鹿     | 細田直人          | 所俊克     | 櫻井司 竹上貴雄                                  | 小島智加            |
| 第21話         |              | 密碼         | 佐藤勝一 | 米田光宏          | 米田光宏   | 町田真一 岡田万衣子                              | 平山英嗣 岡田萬衣子 |
| 第22話         |              | 切斷         | 佐藤勝一 | 星川孝文          | 小林浩輔   | 金二星、津熊健德 竹森由加、坂本龍典              | 小島智加 岡田萬衣子 |
| 第23話         |              | 不履行契約   | 小鹿     | 岩永彰            | 羽多野浩平 | 須賀重行                                         | 平山英嗣            |
| 第24話         |              | 搜尋中       | 高山克彥 | 花井宏和          | 花井宏和   | 松岡謙治 横山 松林唯人                           | 岡田萬衣子          |
| 第25話         |              | 重新啟動     | 高山克彥 | 竹內哲也          | 小林浩輔   | 竹內哲也                                         | -                   |
| 第26話         |              | 初期化       | 高山克彥 | 細田直人          | 細田直人   | 小島智加                                         | 平山英嗣            |
| OVA （Redial） |              | 資料移動     | 高山克彥 | 細田直人          | 細田直人   | 平山英嗣 岡田萬衣子                              | -                   |

姆魯姆魯老師的裏未來日記
| 話數          | 日文標題 | 中文標題                                 | 劇本     | 分鏡     | 演出     | 作畫監督                              |
| ------------- | -------- | ---------------------------------------- | -------- | -------- | -------- | ------------------------------------- |
| 第1話         |          | 3rd的質素 火山高夫篇                     | 高山克彥 | 細田直人 | 細田直人 | 渡邊瑠璃子                            |
| 第2話         |          | 姆魯姆魯老師千鈞一髮！ 姆魯姆魯篇        | 高山克彥 | 細田直人 | 細田直人 | 渡邊瑠璃子                            |
| 第3話 未放送  |          | 粟米大選 天野雪輝篇                      | 高山克彥 | 細田直人 | 細田直人 | 渡邊瑠璃子                            |
| 第4話         |          | 看到嗎？ 春日野椿篇                      | 高山克彥 | 細田直人 | 細田直人 | 渡邊瑠璃子                            |
| 第5話         |          | 12th的本質 平坂黄泉篇                    | 高山克彥 | 細田直人 | 細田直人 | 高山克彥（特攝監督） 細田直人（原畫） |
| 第6話         |          | 姆魯姆魯加油 天野禮亞篇                  | 小鹿     | 細田直人 | 細田直人 | 内野明雄                              |
| 第7話         |          | 5th與外星人 豐穣禮佑篇                   | 小鹿     | 細田直人 | 細田直人 | 佐野陽子                              |
| 第8話         |          | 想去的地方 秋瀨或篇                      | 佐藤勝一 | 細田直人 | 細田直人 | 佐野陽子 渡邊瑠璃子                   |
| 第9話 未放送  |          | Wonderful 月島狩人篇                     | 佐藤勝一 | 細田直人 | 細田直人 | 松田剛吏                              |
| 第10話        |          | 髪型都？ 雨流美彌彌篇                    | -        | 細田直人 | 細田直人 | 松田剛吏                              |
| 第11話        |          | 姆魯姆魯刑警出勤 西島真澄篇              | 小鹿     | 細田直人 | 細田直人 | 松田剛吏                              |
| 第12話        |          | 4th的本質 來須圭悟篇                     | 小鹿     | 細田直人 | 細田直人 | 松田剛吏                              |
| 第13話        |          | 作為幫助我的禮物… 日野日向．野野坂真央篇 | 佐藤勝一 | 細田直人 | 細田直人 | 內野明雄                              |
| 第14話        |          | 作為幫助我的禮物…Returns 高坂王子篇      | 佐藤勝一 | 細田直人 | 細田直人 | -                                     |
| 第15話 未放送 |          | 物理之時間 上下竈篇                      | -        | 細田直人 | 細田直人 | 內野明雄                              |
| 第16話        |          | 九郎的苦惱 天野九郎篇                    | 高山克彥 | 細田直人 | 細田直人 | 內野明雄                              |
| 第17話 未放送 |          | 男與女 戰場馬克．美神愛篇                | -        | 細田直人 | 細田直人 | 佐野陽子                              |
| 第18話        |          | 百貨公司 我妻由乃篇                      | 佐藤勝一 | 細田直人 | 細田直人 | 細田直人                              |
| 第19話 未放送 |          | 前往母親的村落 宮代阿鈴篇                | 佐藤勝一 | 細田直人 | 細田直人 | 小島智加                              |
| 第20話 未放送 |          | 續想去的地方 續秋瀨或篇                  | 小鹿     | 細田直人 | 細田直人 | 細田直人                              |
| 第21話 未放送 |          | The Watcher 約翰·巴克斯篇                | 佐藤勝一 | 細田直人 | 細田直人 | 小島智加                              |
| 第22話 未放送 |          | 繁忙的神明 宙斯篇                        | 佐藤勝一 | 細田直人 | 細田直人 | 竹森由加 小島智加（總）               |
| 第23話 未放送 |          | 大人的誘惑 雪輝・由乃編                  | 小鹿     | 細田直人 | 細田直人 | 竹森由加 小島智加（總）               |
| 第24話        |          | 大人電話諮詢室 我妻西果篇                | 高山克彥 | 細田直人 | 細田直人 | 細田直人                              |
| 第25話        |          | 2年的歲月 我妻潮篇                       | 高山克彥 | 細田直人 | 細田直人 | 內野明雄                              |
| 第26話 未放送 |          | 完結了 續姆魯姆魯篇                      | -        | 細田直人 | 細田直人 | 小島智加                              |

### 播放电视台

#### 日本国内
日本深夜動畫：下文記載的日本国内播放時間使用日本標準時間（UTC+9）表示。因為部分時間标识會採用30小时制，因此請留意这类超过24:00的时间，其實際播放時間為翌日清晨。
| 播放地方 | 播放電視台   | 播放日期                      | 播放時間（UTC+9）             | 所屬聯播網 | 備註                       |
| -------- | ------------ | ----------------------------- | ----------------------------- | ---------- | -------------------------- |
| 日本全國 | NICONICO直播 | 2011年10月9日－2012年4月15日  | 星期日 23時00分－23時30分     | 網絡電視   | 直播後可於NICONICO頻道收看 |
| 千葉縣   | 千葉電視台   | 2011年10月9日－2012年4月15日  | 星期日 24時00分－24時30分     | 獨立UHF局  |                            |
| 埼玉縣   | 埼玉電視台   | 2011年10月9日－2012年4月15日  | 星期日 25時05分－25時35分     | 獨立UHF局  |                            |
| 京都府   | 京都放送     | 2011年10月10日－2012年4月16日 | 星期一 25時00分－25時30分     | 獨立UHF局  |                            |
| 神奈川縣 | 神奈川電視台 | 2011年10月10日－2012年4月16日 | 星期一 25時15分－25時45分     | 獨立UHF局  |                            |
| 兵庫縣   | SUN電視台    | 2011年10月11日－2012年4月17日 | 星期二 24時00分－24時30分     | 獨立UHF局  |                            |
| 岐阜縣   | 岐阜放送     | 2011年10月12日－2012年4月18日 | 星期三 24時15分－24時45分     | 獨立UHF局  |                            |
| 東京都   | TOKYO MX     | 2011年10月12日－2012年4月18日 | 星期三 25時30分－26時00分     | 獨立UHF局  |                            |
| 三重縣   | 三重電視台   | 2011年10月14日－2012年4月20日 | 星期五 25時50分－26時20分     | 獨立UHF局  |                            |
| 日本全國 | AT-X         | 2012年10月2日－2013年3月26日  | 星期二 20時30分－21時00分     | 衛星電視   | 有重播                     |
| 日本全國 | 富士電視TWO  | 2013年10月29日－11月14日      | 星期一至五 16時00分－17時00分 | 衛星電視   | 2集連續播放                |

#### 日本国外
台湾
2015年1月16日－3月3日，于星期二至五 23:30－24:00，在曼迪日本台播出。

### BD / DVD
本作動畫就著已播放的26集發行影碟，分有Blu-ray限定版和通常版，以及DVD版三種，由角川書店負責發行和販賣。除了第1卷收錄2集以外，其他卷數將預定收錄3集內容。所有影碟都會附贈部分因播放時間不足而被刪去的「未修正之完全版原創映像」，也就是導演剪輯版。所有Blu-ray限定版將會特別附贈漫畫原作者繪畫之封袖、角色設計平山英嗣繪畫之封套、聲優評論副音軌、動畫原創音樂CD，以及角色交換卡片。其中，每卷的封袖和封套都有1st 天野雪輝和2nd 我妻由乃於構圖當中；而每卷有兩種不同的交換卡片可供收集，惟一盒Blu-ray限定版商品只包含其中一張。而所有Blu-ray通常版和DVD則附贈角色設計平山英嗣繪畫之封套（圖像與限定版不同）和黑色封套。另外，所有影碟都會附贈8頁小冊子、節目宣傳及促銷映像等等。
| 卷數 | 發售日期       | 收錄話數        | 限定版附贈交換卡片 （任一款附贈） | 廣播解說出演者             | 規格編號  | 規格編號  | 規格編號   |
| 卷數 | 發售日期       | 收錄話數        | 限定版附贈交換卡片 （任一款附贈） | 廣播解說出演者             | 限定版BD  | 普通版BD  | DVD版      |
| ---- | -------------- | --------------- | --------------------------------- | -------------------------- | --------- | --------- | ---------- |
| 1    | 2011年12月22日 | 第1話 - 第2話   | 來須圭吾、雨流美彌彌              | 富樫美鈴、村田知沙         | KAXA-3801 | KAXA-3210 | KABA-10037 |
| 2    | 2012年1月27日  | 第3話 - 第5話   | 火山高夫、平坂黄泉                | 相沢舞、川原慶久、仙台惠理 | KAXA-3802 | KAXA-3811 | KABA-10038 |
| 3    | 2012年2月24日  | 第6話 - 第8話   | 豐穰禮佑、春日野椿                | 真田麻美、水原薫           | KAXA-3803 | KAXA-3812 | KABA-10039 |
| 4    | 2012年3月30日  | 第9話 - 第11話  | 戰場馬克&美神愛、上下竈           | 石田彰、松岡由貴、平松廣和 | KAXA-3804 | KAXA-3213 | KABA-10040 |
| 5    | 2012年4月27日  | 第12話 - 第14話 | 野野坂真央、高坂王子              | 田中正彦、石井真           | KAXA-3805 | KAXA-3214 | KABA-10041 |
| 6    | 2012年5月25日  | 第15話 - 第17話 | 月島狩人、日野日向                | 關智一、桑谷夏子           | KAXA-3806 | KAXA-3215 | KABA-10042 |
| 7    | 2012年6月29日  | 第18話 - 第20話 | 約翰·巴克斯、Deus·ex·Machina      | 尤加奈、白石稔             | KAXA-3807 | KAXA-3216 | KABA-10043 |
| 8    | 2012年7月27日  | 第21話 - 第23話 | 天野雪輝、秋瀬或                  | 今野宏美、稻田徹           | KAXA-3808 | KAXA-3217 | KABA-10044 |
| 9    | 2012年8月31日  | 第24話 - 第26話 | 我妻由乃、姆魯姆魯                | 本田愛美、土門仁           | KAXA-3809 | KAXA-3218 | KABA-10045 |

## 電視劇
2012年2月17日，富士電視台宣佈開拍與漫畫相關之電視劇，命名為《未來日記-ANOTHER:WORLD-》。官方表明，是次製作將會借用原作設定去原創全新故事，角色名字亦有調整。男主角由岡田將生主演，女主角則為剛力彩芽。本作於2012年4月21日開始於深夜播放。

## 衍生書籍
四格漫畫
2011年3月9日，角川書店於剛剛創刊的「4格漫畫nanoAce」中連載由竹內原紀編寫的4格漫畫《未來日記 消除Mosaic》（未来日記モザイク消し），收錄於Vol.1至Vol.7當中。最終話則於「月刊少年Ace」2011年12月號掲載。內容主要是捉著原作中一些具噱頭的細節放大為有趣的情節。官方其後以角川Comics Ace名義發行了A5大小的單行本1卷，內裡包含了4格漫畫作者和原作者的一段虛構訪問。
- 2011年12月3日發售、ISBN 978-4-04-120030-8

小說
配合動畫宣傳，改編原作內容的小說以角川Sneaker文庫名義發賣，作者為。封面和首頁插圖之原畫是由動畫的總作畫監督之一岡田萬衣子和監督細田直人一同擔當，文中的插畫則由漫畫家吉原雅彦擔當。内容除了按照原作進行，亦不停變更作為視點的角色。其中第1卷是以原作第6卷為基礎、第2卷以原作第7卷到第12卷來進行改編。
- 未來日記：2012年2月1日發售、ISBN 978-4-04-100044-1
- 未來日記E：2012年4月28日發售、ISBN 978-4-04-100149-3

## 遊戲
角川書店於2010年1月28日發行的PSP遊戲《未來日記 第13位日記持有者》，由作者完全監修。內容以電子漫畫和實景移動的模式進行，在全新的第13位日記持有者加入下，展開一場特別的「悖論冒險」，而可供選擇會因應由乃的好感度而有所改變。
其後，角川書店亦於2012年4月26日發行加強版遊戲《未來日記 第13位日記持有者 RE:WRITE》，將新增更多劇情和角色，並加入多幅經重新繪畫的映像，亦追加更多小遊戲和視點改變。此外，所有登場角色將會加入動畫聲優的演繹，而新增角色亦有安排特定的配音人員。初回限定版將附贈原作者繪畫之我妻由乃的陪睡枕套及陪睡聲音CD，提早預約初回限定版的買家則會得到收錄13位未來日記持有者為主題的音樂及PSP壁紙之CD。

## 形象歌曲
為配合動畫宣傳，本作於日內發行了兩隻形象歌曲專輯，系列名為《未來日記啟蒙創作專輯》。其中Vol.1「因果律的噪音」於2011年11月23日發售，而Vol.2「因果律的分貝」則於2012年2月29日發售。負責發行兩碟的同為Lantis，再由Bandai Visual作販賣。兩者之封面都為故事角色宙斯安坐神之座上，收錄內容除了有ACG業界較傳統的聲優為角色獻唱特製歌曲，亦聚合了一群於業界活躍的樂隊和歌手參與創作。每首歌曲都有代表一位角色的形象，亦有部分角色因為形象較多而出現多首歌曲。
另外，官方於2011年12月7日公佈舉行現場歌唱活動，並於3月4日確認所有參加者的名單。是次活動會在7月29日於會場SHIBUYA-AX舉行，目前只限集齊Blu-ray限定版第1－3卷的優先申請券之人士優先申請。除了由相關歌手即場獻唱已發售的片頭曲、片尾曲和形象歌曲外，亦會首次公開保持神秘的第3首片頭曲和第3首片尾曲，以及有重大公佈。會場內亦預定售賣本作相關產品。
Vol.1 因果律的噪音 
| 歌曲順序 | 歌曲原名            | 中文譯名                       | 形象代表 （性格主題）  | 主唱                 | 作詞     | 作曲                        | 編曲                        |
| -------- | ------------------- | ------------------------------ | ---------------------- | -------------------- | -------- | --------------------------- | --------------------------- |
| 1        |                     | 空想神話                       | 動畫片頭曲             | 妖精帝國             | YUI      | 橘堯葉                      | 橘堯葉                      |
| 2        | EGOIST              | 利己主義                       | 宙斯                   | 妖精帝國             | YUI      | 橘堯葉                      | 橘堯葉                      |
| 3        | reject              | 拒絕                           | 9th 雨流美彌彌（衝動） | OLDCODEX             | R・O・N  | R・O・N                     | R・O・N                     |
| 4        | RED love            | 赤色的愛                       | 2nd 我妻由乃（抹殺愛） | 飛蘭                 | 飛蘭     | 中山真斗（Elements Garden） | 中山真斗（Elements Garden） |
| 5        | Happy Fate          | 快樂的命運                     | 2nd 我妻由乃（恍惚愛） |                      | 松井洋平 | 中土智博                    | 中土智博                    |
| 6        |                     | 高超偽裝                       | 9th 雨流美彌彌（爆殺） | 雨流美彌彌（相澤舞） | 三重野瞳 | 三浦誠司                    | 三浦誠司                    |
| 7        | perfect trap        | 完美陷阱                       | 5th 豐穰禮佑           | 安娜貝爾             | 安娜貝爾 | myu                         | myu                         |
| 8        | Never End           | 永不完結                       | 日野日向               | 悠季                 | 松井洋平 |                             |                             |
| 9        |                     | 隨處可見                       | 姆魯姆魯               | NIRGILIS             | NIRGILIS | NIRGILIS                    | NIRGILIS                    |
| 10       |                     | 你因身為你的人生主角而挺胸前行 | 1st 天野雪輝           | 天野雪輝（富樫美鈴） | 三重野瞳 | 江並哲志                    | 山田高弘                    |
| 11       | THIRD/Antares Cr302 | 3rd 天蝎座α Cr302              | 3rd 火山高夫           | 畑亞貴               | 畑亞貴   | 畑亞貴                      | 加藤達也                    |
| 12       | Blood teller        | 血訴者                         | 動畫片尾曲             | 飛蘭                 | 畑亜貴   | 中山真斗（Elements Garden） | 中山真斗（Elements Garden） |

Vol.2 因果律的分貝
| 歌曲順序 | 歌曲原名                                  | 中文譯名             | 形象代表 （性格主題）     | 主唱                 | 作詞          | 作曲     | 編曲     |
| -------- | ----------------------------------------- | -------------------- | ------------------------- | -------------------- | ------------- | -------- | -------- |
| 1        | Runnning for your life 〜Theme of Cruth〜 | 為生命奔跑 〜Cruth〜 | 4th 來須圭吾              | 石田昭一             | 石田昭一      | 石田昭一 | 石田昭一 |
| 2        |                                           | 依存阿鼻之叫喚（6）  | 6th 春日野椿              | 畑亞貴               | 畑亞貴        | 畑亞貴   | 加藤達也 |
| 3        | 7th HEAVEN                                | 第七天堂             | 7th 戰場馬克&美神愛       |                      | 松井洋平      | shilo    | 中土智博 |
| 4        | LOST CHILDREN                             | 迷童                 | 8th 上下竈                | 悠季                 | iyuna         | iyuna    | iyuna    |
| 5        | Herrscher                                 | 元首                 | 11th 約翰·巴克斯          | 妖精帝國             | YUI           | 橘堯葉   | 橘堯葉   |
| 6        |                                           | 正義戰隊12th!!       | 12th 平坂黄泉             | 平坂黄泉（川原慶久） | ZAQ           | ZAQ      | ZAQ      |
| 7        |                                           | 我!現在?最高點!!!    | 高坂王子                  | 高坂王子（白石稔）   | 畑亞貴        | 山田高弘 | 山田高弘 |
| 8        | Crazy for you                             | 為你瘋狂             | 西島真澄 9th 雨流美彌彌   | NIRGILIS             | （NIRGILIS ） | NIRGILIS | NIRGILIS |
| 9        |                                           | 或然真實之詩         | 秋瀨或                    | 六弦愛麗絲           | 六弦A助       | 六弦A助  | 六弦A助  |
| 10       |                                           | 願可活於未來         | 1st 天野雪輝 2nd 我妻由乃 | 我妻由乃（村田知沙） | 畑亞貴        | 伊藤真澄 | 伊藤真澄 |